# Aiphanes graminifolia
Aiphanes graminifolia là loài thực vật có hoa thuộc họ Arecaceae. Loài này được Galeano & R.Bernal mô tả khoa học đầu tiên năm 2002.